# Monte Coot-tha
El Monte Coot-Tha es una montaña y un distrito de Brisbane, Queensland, Australia. En el censo de 2016, no tenía ningún residente.

## Geografía
La montaña alcanza 287 metros sobre el nivel del mar, siendo la cumbre más alta dentro de la huella urbana de Brisbane. Forma la extensión oriental de la cordillera Taylor y es un hito prominente aproximadamente seis kilómetros al del oeste del centro de Brisbane. Visible desde la mayoría de la ciudad, es un destino turístico popular al albergar los Jardines Botánicos y el Planetarium Sir Thomas Brisbane, así como un paseo de montaña, rutas ciclistas, una cascada y torres televisivas y radiofónicas. Hidrológicamente, el monte Coot-tha es el origen del riachuelo Ithaca.

## Historia y toponimia
Antes del asentamiento penal de la Bahía de Moreton, el Monte Coot-tha estaba habitado por los aborígenes yugarapul, Los aborígenes llegaban a la zona para recolectar ku-ta, la palabra yugarabul para designar la miel producida por la abeja nativa sin aguijón.
En 1839, el topógrafo James Warner y su equipo limpiaron la cima de la montaña de todos los árboles excepto un gran eucalipto. Dado que este único árbol era visible desde muchos otros lugares, se utilizó como estación trigonométrica para tomar mediciones topográficas. Esto llevó a que la montaña se llamara One Tree Hill, que en inglés significa Colina de un solo árbol. En 1873, los bosques de la montaña fueron declarados reserva forestal para abastecer la creciente red ferroviaria de Queensland.
El nombre Coot-tha reemplazó al de One Tree Hill cuando la zona fue declarada parque en agosto de 1883. El nombre fue sugerido por Henry Wyatt Radford, secretario del Consejo Legislativo de Queensland, por consejo de Kerwalli, un capataz aborigen local. Se ha sugerido que coot-tha es una palabra aborigen para miel.  Sin embargo, Archibald Meston, con el cargo de Protector de los Aborígenes entre 1898 y 1903, escribió en 1923 que gootcha es una transcripción más precisa y que coot-tha es una palabra aparte, que se traduce como una obscenidad; supuestamente una broma gastada por Kerwalli a Radford.
Durante la Segunda Guerra Mundial el cerro fue utilizado como base militar por el RAAF y la armada de los EE. UU. Fue convertido en un depósito de explosivos y llegó a albergar más de 120.000 toneladas de armas explosivas. También se instaló en la cumbre armamento antiaéreo y focos luminosos. Fue también el sitio del Depósito de Munición Naval (Navy 134) que abastecía a los submarinos del Capricorn Wharf en New Farm (Teneriffe). Cuándo caía la oscuridad, se usaban los focos para localizar aviones enemigos.
La biblioteca fue abierta en 1975.

## Instalaciones
Monte Coot-tha tiene varios sitios protegidos por su valor histórico, incluyendo:
- El Bosque del Monte Coot-tha[17]
- El panorama del Monte Coot-tha[18]

### Panorama y paseo Sir Samuel Griffith
El monte Coot-tha es un destino turístico popular en Brisbane y parada típica de visitas en autobús. Se suele destacar el mirador, que tiene cafetería, restaurante y tienda de regalos.

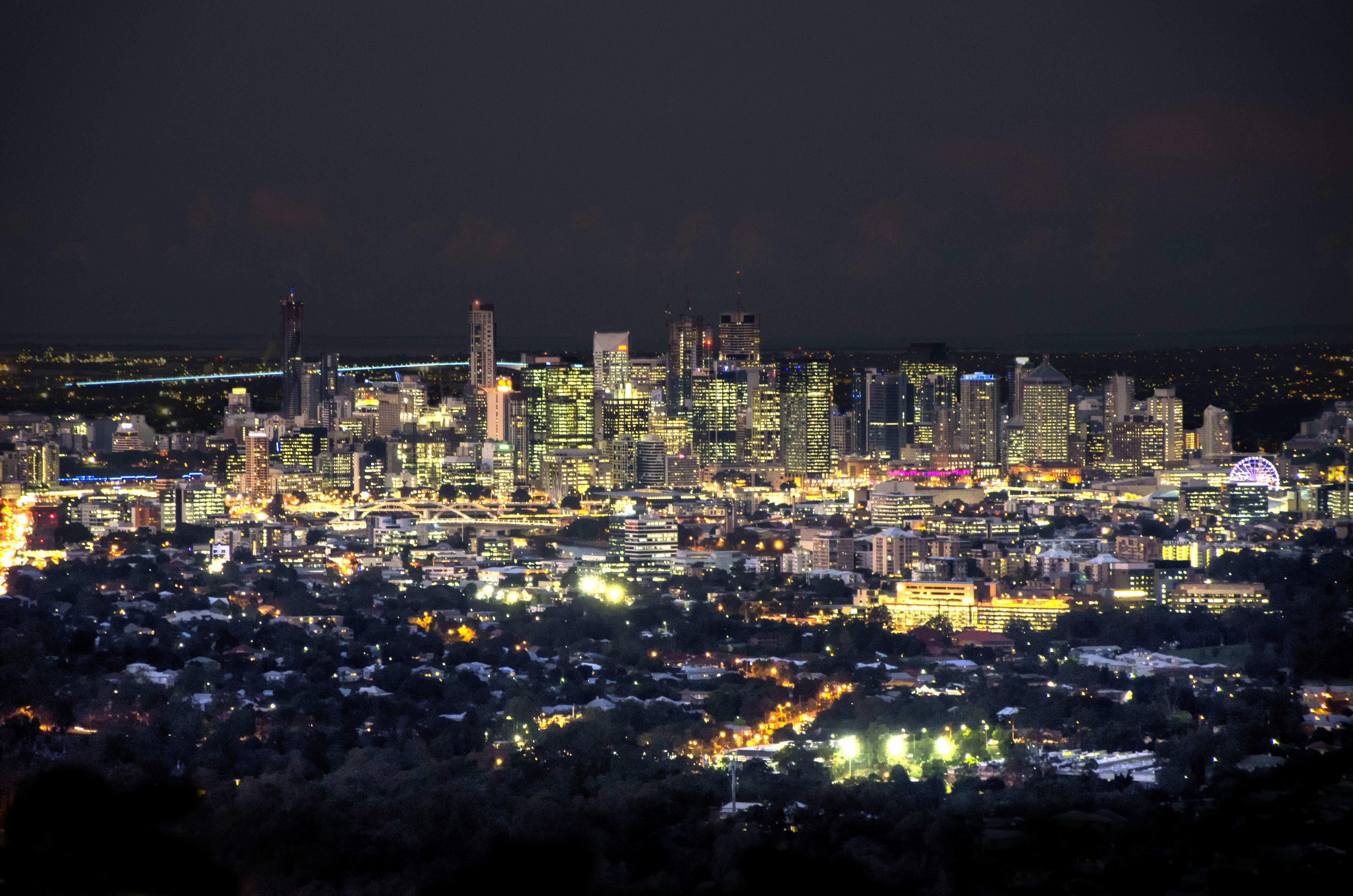
Brisbane por la noche desde el mirador

El mirador tiene vistas panorámicas de la ciudad, un centro de actividades y un restaurante. El famoso astrónomo británico Patrick Moore dio una conferencia pública sobre las estrellas del hemisferio sur en 1988, siendo conferenciante invitado de la cena de la Sociedad Astronómica del Sur en Toowong en Queensland.
El paseo Sir Samuel Griffith es un paseo turístico que rodea la cumbre, proporcionando acceso al mirador, la cafetería, la tienda de regalos y el restaurante. Es un paseo escénico, partiendo de la base de Monte Coot-tha hasta el mirador, en un trayecto ascendente en el que se puede ver el área urbana de Brisbane y las montañas y costa en el horizonte.

### Jardines botánicos y reserva natural

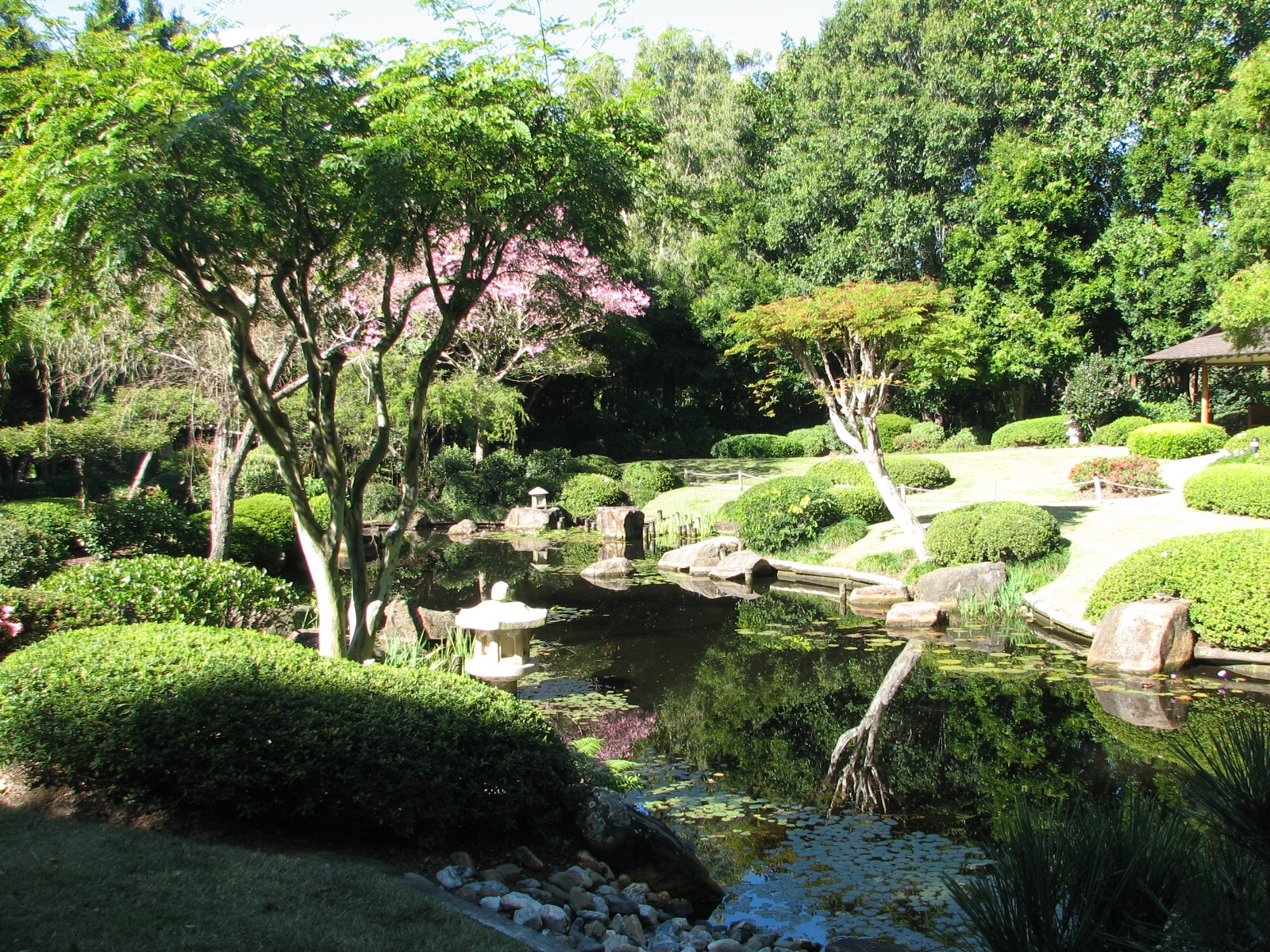
Jardines japoneses en el monte Coot-tha

En la base del Monte Coot-tha se encuentran los jardines botánicos de Brisbane, con un invernadero de plantas tropicales, un jardín japonés y otras áreas con plantas exóticas.

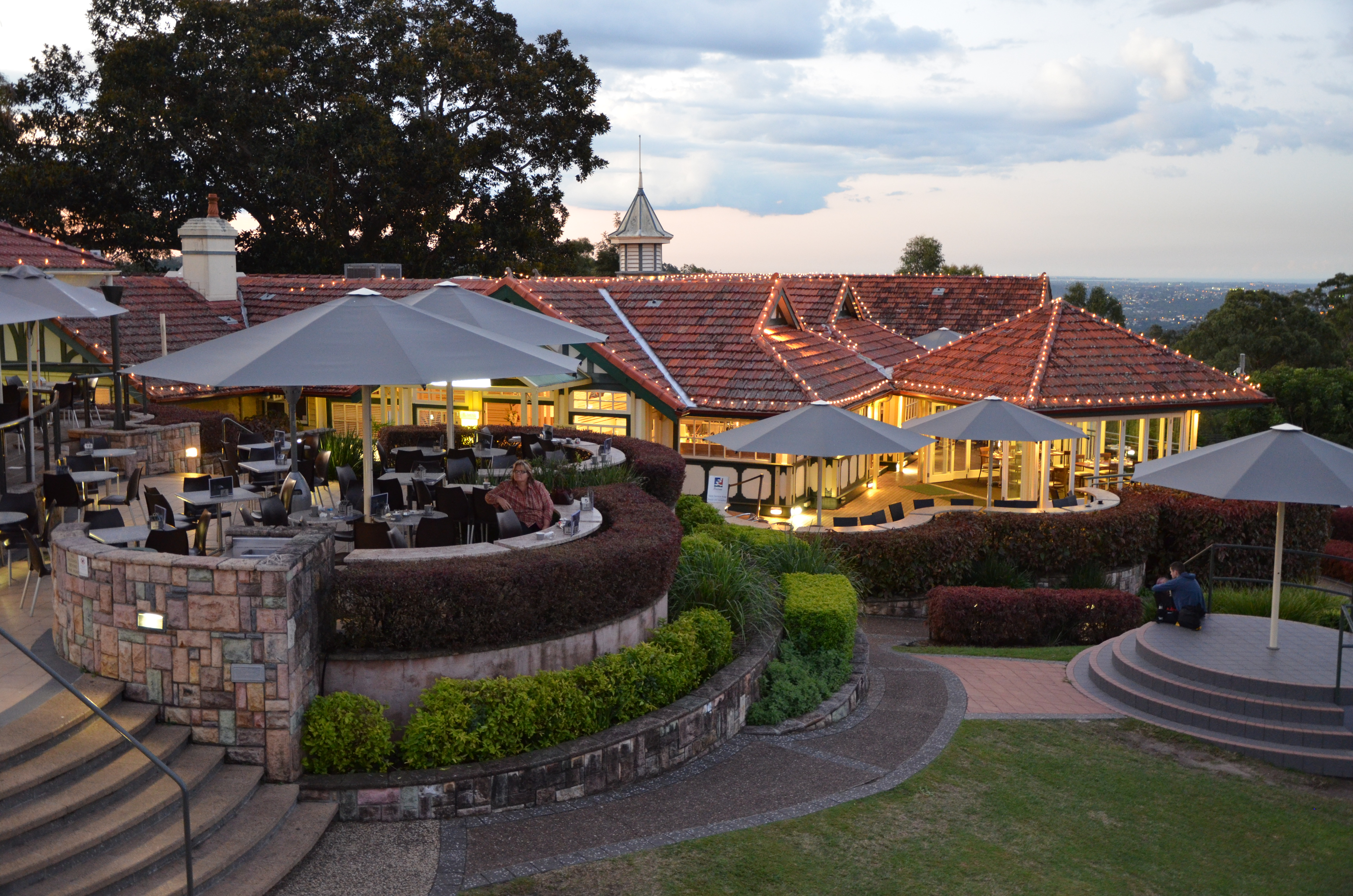
Kuta Cafetería (izquierdo), y Restaurante de Cumbre (correcto), en el Monte Coot-tha vigía

Contiguos a dichos jardines se encuentra una reserva natural. La reserva del monte Coot-tha contiene más de 1500 hectáreas de bushland, incluyendo las cataratas J. C. Slaughter a lo largo de riachuelo Ithaca, así como fauna y flora nativa. La reserva es contigua al Parque de Forestal de Brisbane, con 25.000 hectáreas naturales adicionales.

### Torres televisivas y radiofónicas
En un risco cerca de la cumbre del monte Coot-tha se ubican torres de transmisión televisivas para las redes Diez (TVQ-10), Nueve (QTQ-9), Siete (BTQ-7). La torre de transmisión de ABC Brisbane está localizado en la propia montaña, sirviendo también para la estación SBS y el canal televisivo comunitario local 31 Digital. La mayoría de las estaciones radiofónicas FM de Brisbane también transmiten de Monte Coot-tha.
Parte del suburbio The Gap se halla bajo las torres televisivas.

### Recorridos peatonales y ciclistas
Hay varias pistas de excursionismo populares alrededor del monte, con una exhibición de arte de artistas aborígenes locales. Los recorridos varían en dificultad, con algunos implicando algún subidas. Los recorridos a menudo se recomiendan como preparación para el sendero de Kokoda en Papúa Nueva Guinea, pues el terreno y el clima son considerados similares. El 20 de noviembre de 2005, una de las rutas, hasta entonces llamada Currawong, fue rebautizada Kokoda en honor de los soldados australianos que realizaron la ruta durante la Segunda Guerra Mundial.

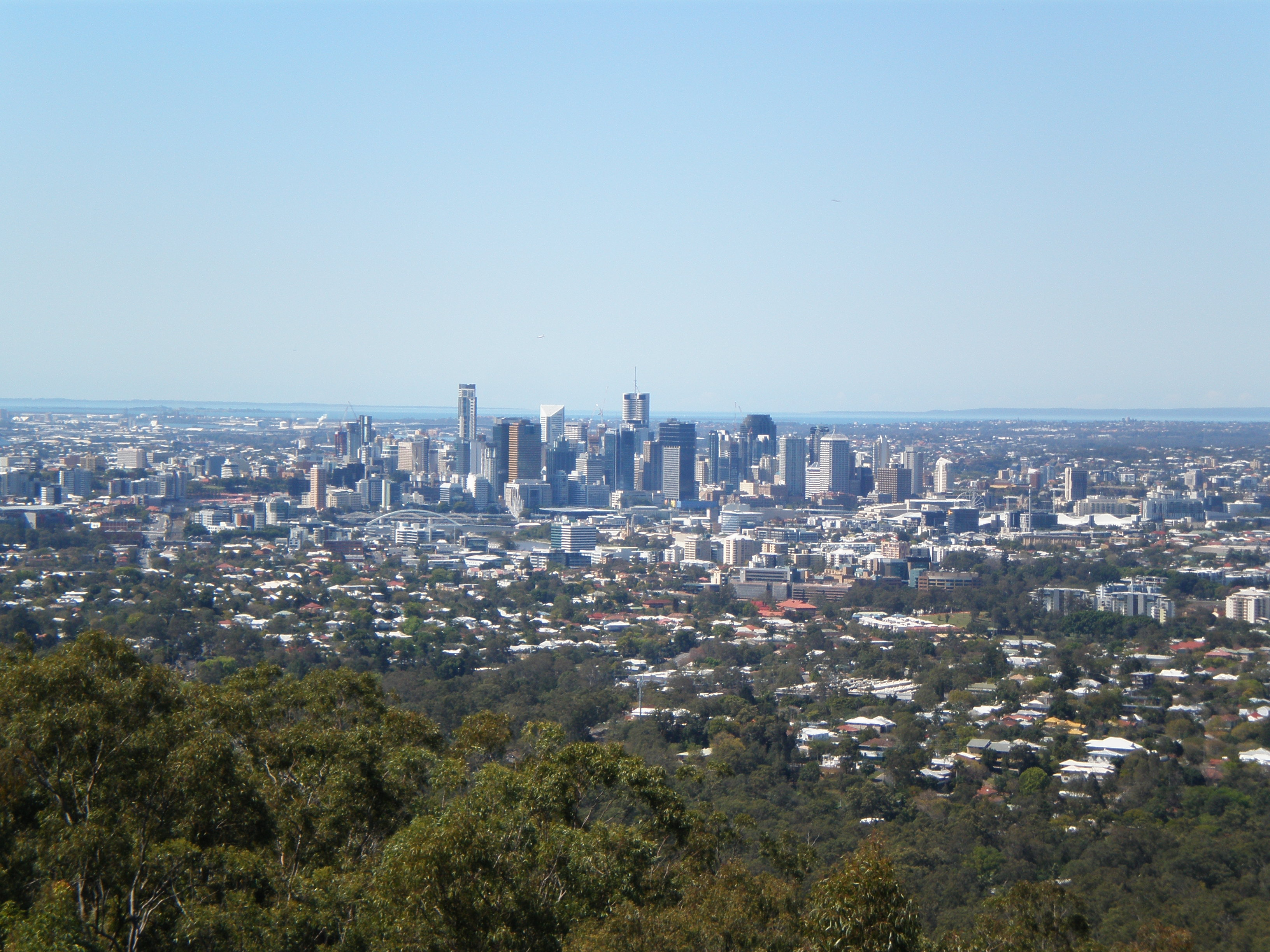
Vista del CBD de Brisbane desde el monte Coot-tha.

La parte occidental del monte Coot-tha es surcada por rutas de bici de montaña de Brisbane, promovidas por la estrategia del Ayuntamiento de Brisbane de crear una red ciclista recreativa. Las rutas de bici de la montaña siguen una clasificación según dificultad por la Asociación Internacional de Ciclismo de Montaña. Las que discurren cerca de los taludesse consideran de másdificultad y han sido lugar de caídas ocasionales. Dichas pistas son también usadas por caballos y peatones además de ciclistas. También son usadas por eventos anuales de orientación.

### Transporte
El monte Coot-tha está comunicado mediante la red de autobús a través de la ruta 471 (Translink) o el bus turístico.
Hay además un aparcamiento para vehículos privados en la cumbre.

### Biblioteca
El monte Coot-tha contiene una biblioteca pública en la carretera, junto a los jardines botánicos operada por el Ayuntamiento de Brisbane. A diferencia de la mayoría de bibliotecas públicas en Brisbane esta biblioteca tiene una colección de especializada en botánica y astronomía, reflejando su ubicación junto al jardín botánico y el planetarium.